# Mohamed Saïd El Ammouri
Mohammed Said El Ammoury, né le 29 juin 1977, est un coureur cycliste marocain.

## Biographie
Mohammed Said El Ammoury termine deuxième en 2006 et 2007 du Grand Prix Maria Orlando. Lors de la saison 2008, il remporte la course. Il prend également la troisième place de la course sur route du championnat marocain. L'année suivante, il remporte le Circuit Sidi Moumen, termine troisième du Tour du Faso et quatrième de son championnat national. Il remporte également la cinquième étape du Tour de l'Érythrée avec l'équipe nationale marocaine.
En 2010, il gagne la deuxième étape du Tour du Mali, qu'il termine à la cinquième place finale. Il se fait remarquer en mai sur les Challenges du Prince, courses organisées au Maroc et comptant pour l'UCI Africa Tour. Il prend la sixième place du Challenge du Prince - Trophée princier et remporte le Trophée de l'Anniversaire. Il devient en juin Champion du Maroc sur route après avoir pris la quatrième place de l’épreuve contre-la-montre. Il est sélectionné pour le championnat du monde sur route 2010, où il est longtemps échappé en compagnie de quatre coureurs.

## Palmarès
- 2008
  - 3e du championnat du Maroc sur route
- 2009
  - 5e étape du Tour d'Érythrée
  - 3e du Tour du Faso
- 2010
  -  Champion du Maroc sur route
  - 2e étape du Tour du Mali
  - Challenge du Prince - Trophée de l'anniversaire
  - 3e des Challenges de la Marche verte - GP Oued Eddahab

## Classements mondiaux
| Année           | 2006 | 2007 | 2008 | 2009 | 2010 | 2011 | 2012 |
| --------------- | ---- | ---- | ---- | ---- | ---- | ---- | ---- |
| UCI Africa Tour | 97e  |      | 93e  |      | 5e   | 21e  | 43e  |